# 仲夏節
仲夏節是夏至來臨時的慶祝活動，在北歐是一個重要的節日。仲夏節在挪威、丹麥、芬蘭及瑞典都是公眾假期。仲夏節是歐洲北部地區居民的重要傳統節慶活動，在東歐、中歐、英國、爱爾蘭、冰島等地也有慶祝仲夏節，但北歐與英國尤甚。在一些地方，當地居民會在這一天豎立五月柱（Maypole）。有分析稱仲夏節在北歐當地成為一個慶祝的重要節日，和當地偏寒冷的氣候有關係。
而在葡萄牙前殖民地澳門，也有慶祝聖若翰洗者節，但並不是與夏至有關，而是慶祝1622年6月24日，荷蘭試圖入侵失敗。此日在澳門回歸前稱為「城市日」。

## 仲夏節与聖約翰節
聖約翰節與仲夏節在一起，但是是两个不同的节日，仲夏节在6月23日，聖約翰節是6月24日。而此節日在基督教文明之前早已存在，而基督教就將其定為聖徒–施洗者約翰的節日，將異教原本就有的仲夏民俗與基督教義互相連結。

## 五月柱

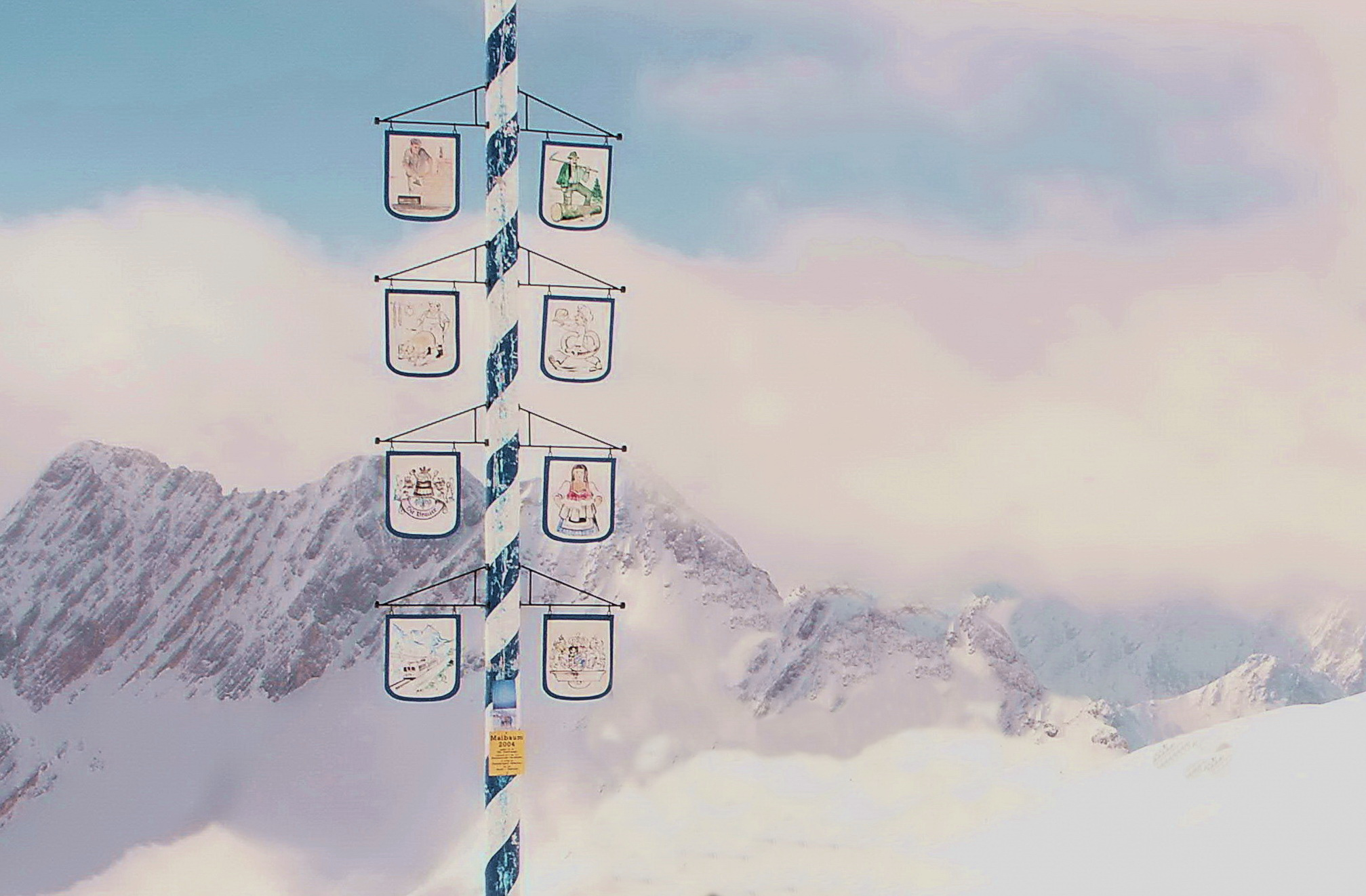
五月柱

五月柱是五朔節也就是五月一日的慶典中一個重要特色。在節日的當天，人們會在一根柱子上面紮滿了各種顏色的彩帶。而舞者手上就會拿著彩帶的一端，繞著五月柱跳舞。

## 習俗

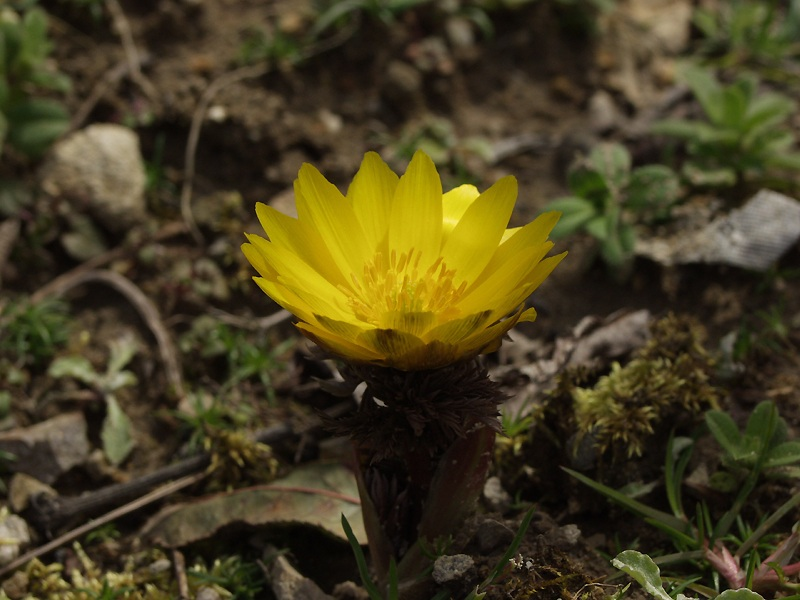
側金盞花

在古代，歐洲的一些人們相信如果在仲夏夜前夕摘取側金盞花等草藥，將具有神奇的治癒效果；當地居民於外出時便點起火炬或篝火，以驅逐野外的孤魂或精靈。
直到今日，在英國巨石陣（古代遺址）等地，人們仍會按當地古老的儀式慶祝仲夏節，亦會在慶祝期間點起巨型的篝火。

### 英國仲夏節
在英國的民俗中，因為在仲夏節的夜晚會有許多的女巫和各式各樣的邪靈在外遊蕩，所以將聖約翰草放在家中可以帶來好運，並且可避免火災。例如:在英國的阿爾斯特省，人民會在仲夏前夕把聖約翰草帶進屋中，可以避免他人的嫉妒。
從高延對仲夏節所做的研究中，可以從中發現仲夏節也是人們與水親近的節日。人們會到河濱洗浴以及進行休閒的泛舟活動。
根據上述，仲夏節的各種習俗與植物、火、水等三種元素有關。

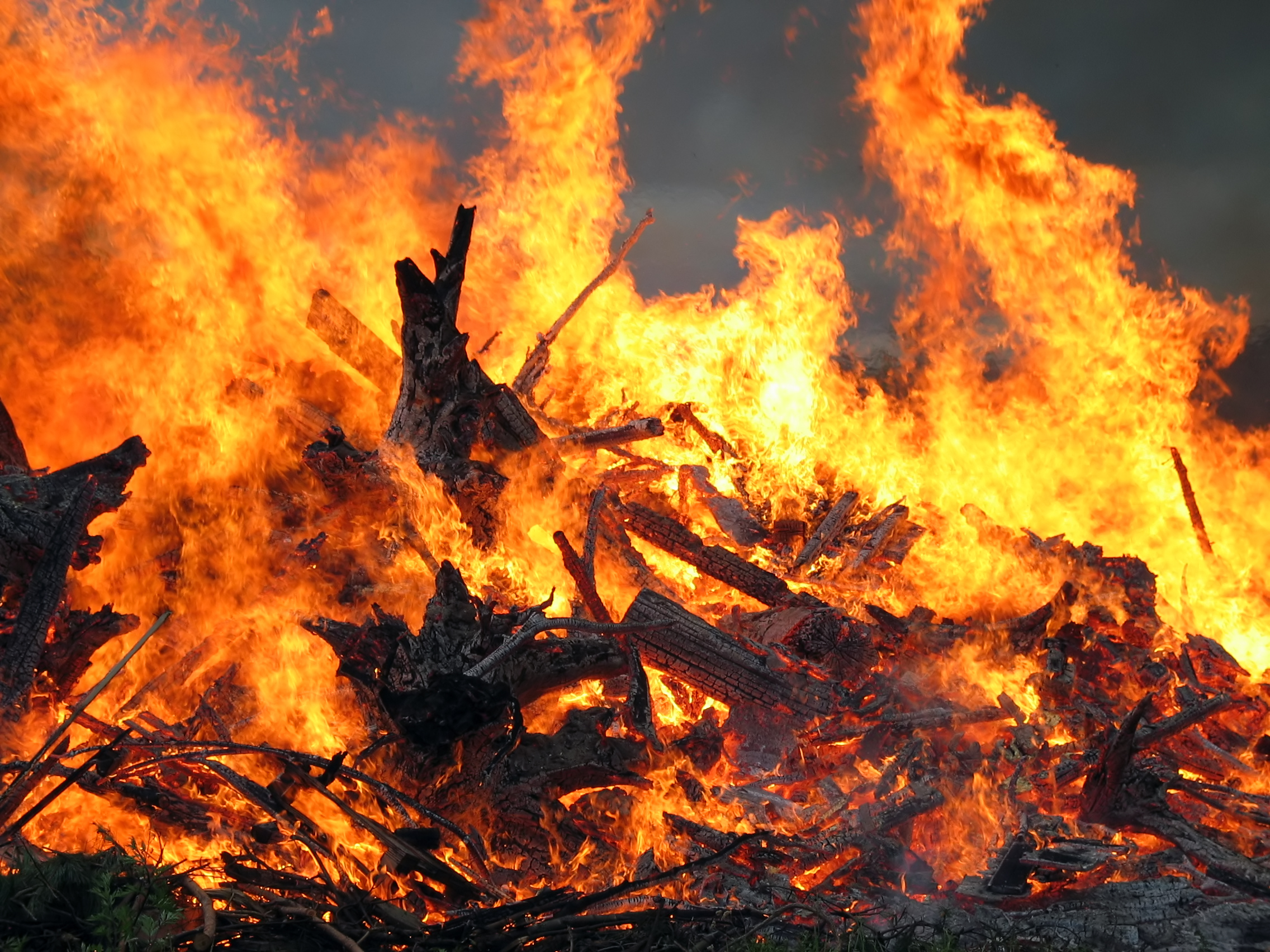
仲夏節篝火

在金枝紀載仲夏節之所以會篝火的目的之一是驅逐巫婆，在歐洲許多地方的人民將仲夏節視為巫婆和邪靈最活躍的時期，所以許多在此節日所有的儀式與習俗，是確保在危機中對生命的保全並延續生命。

### 瑞典仲夏節

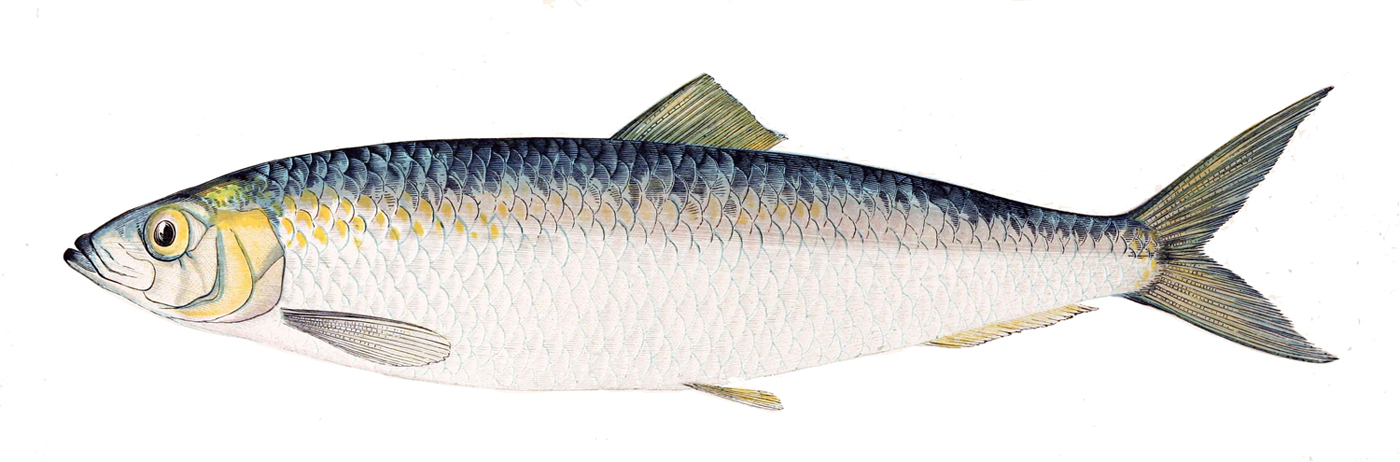
大西洋鯡

在瑞典的仲夏節中，最主要的慶典場合是在公園或是在郊區附近的野地。而在仲夏前夕，人們會將五朔節的花柱(以花、絲帶以即綠藤裝飾成的長柱子)豎立在空曠的場地中間，在傍晚時，人們就會環繞豎立在半空中的花柱，大群的人會手拉手高歌狂舞,這也成了傳統的習慣。
年輕人也會到野外採七種至九種不同的野花，將它們做成一個花束，並且將它們放在枕頭底下，這樣的習俗是為了祈求能夠得到理想的佳侶。
瑞典人會在仲夏節時用鯡魚(Herring,sill)當他們的主菜。
各種不同味道的鯡魚是先將其切成小四方塊，再由不同的醬味製作而成。最常見的是用瓶裝的芥末醬鯡魚、番茄醬瓶裝的鯡魚以及用糖醋和洋蔥切成細粒成汁的甜鯡魚。
瑞典的仲夏節特殊的慶祝方式，除了在國內普遍流傳外，在國外有瑞典人的地方，例如在紐約市的Battery Park盛大舉辦慶祝晚會。每年大約會有3000~5000人參加。另外，在Chicago,Minneapolis,Lindsborg,Kansas等城市皆有慶祝仲夏節。

## 聖約翰草

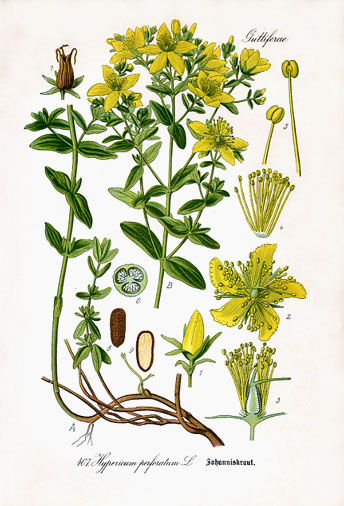
貫葉連翹

仲夏節使用的聖約翰草，在《廈門歲時記》所引文獻中的聖約翰草（St. John’s wort）中文翻譯為金絲桃、貫
葉連翹，學名Hypericum perforatum L. ，而此草對人類有舒緩焦慮和抑制食慾療效的效用。